# Palazzo Bernardo Nani
Palazzo Bernardo Nani Lucheschi è un edificio civile veneziano, sito nel sestiere di Dorsoduro e affacciato sul Canal Grande tra Ca' Rezzonico e Palazzo Giustinian Bernardo.

## Storia
È stato edificato durante il XVI secolo da Alessandro Vittoria. In origine la facciata principale era quella laterale, affacciata sui giardini posti ove oggi sorge Ca' Rezzonico.

## Architettura
Edificato durante il periodo di transizione tra Rinascimento e Barocco, presenta una facciata dalle straordinarie compattezza e regolarità, divisa in piano terreno, due piani nobili e sottotetto. Seguendo i dettami dell'architettura veneziana, organizza la propria facciata attorno ad un asse centrale contraddistinto dalla presenza di due trifore balconate e del portale ad acqua. A destra e a sinistra si sviluppano coppie di monofore, che tradiscono così la pianta interna, organizzata attorno ad un portego passante, culminante in un atrio con scalone e identificabile come asse mediano per le salette laterali.. Il fronte candido è caratterizzato anche dalla presenza di due stemmi all'altezza del secondo piano. Altro elemento veramente pregevole è il giardino posteriore, molto curato e straordinariamente esteso in lunghezza, realizzato durante il XIX secolo.